# Английская поэзия

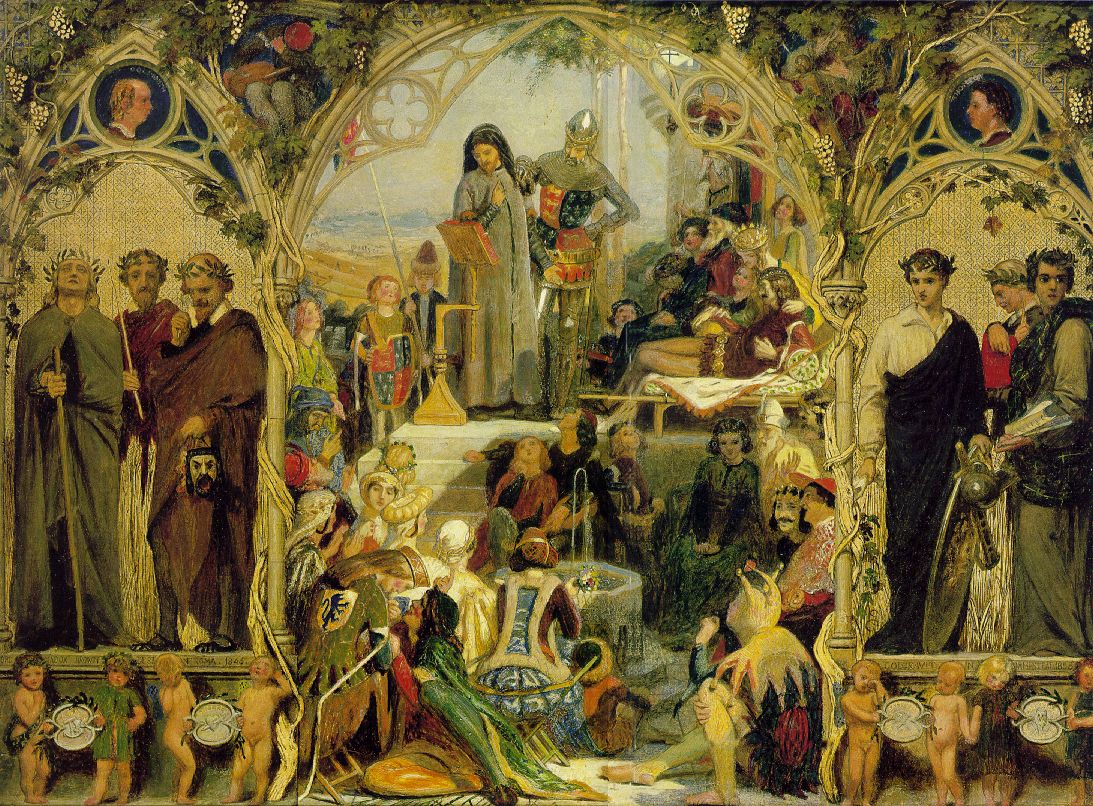
Семена и плоды английской поэзии (The Seeds and Fruits of English Poetry), 1845—1851 годы, Форд Мэдокс Браун

История английской поэзии длится с середины VII века до наших дней. За это время английские поэты завоевали себе признание в Европе, а их стихи распространились по всему земному шару. Наиболее ранние стихотворения региона, в настоящее время носящего название Англии, с высокой степенью вероятности передавались устно, поэтому до нашего времени не сохранились, а датировка ранней поэзии сложна и зачастую противоречива Первые сохранившиеся манускрипты датируются X веком. Поэзия в те времена писалась на латыни, на бриттском языке (предшественник валлийского) и древнеирландском. Предположительно, она создавалась уже в начале VI века. Сохранившиеся стихи на англосаксонском, непосредственном предшественнике современного английского, возможно, могут относиться к VII веку.
С развитием торговли и ростом влияния Британской империи английский язык стал широко использоваться за пределами Англии. В XXI веке лишь небольшой процент носителей английского языка проживает в Англии, а за пределами страны остаётся огромное количество носителей языка, которые способны писать стихи. Под влиянием английского развивалась национальная поэзия в ряде стран, включая Австралию, Новую Зеландию, Канаду, Индию. С 1921 года ирландская поэзия чаще рассматривается как отдельное направление исследований.

## VII—X века
Первое известное произведение английской поэзии — это гимн о Сотворении мира. Беда приписывает его авторство Кэдмону (годы творчества: 658—680), который, согласно легенде, был неграмотным пастухом и поэтом-импровизатором. Как правило, от этой точки отсчета ведётся история англосаксонской поэзии.

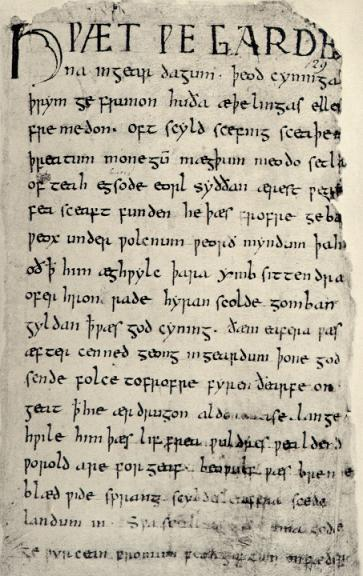
Первая страница рукописи «Беовульфа»

Стихотворения того времени зачастую трудно датировать или даже расположить хронологическом порядке, например, датировка великого эпоса «Беовульф» варьируется в диапазоне от 608 года н. э. вплоть до 1000 года, и исследователи ещё никогда не приближались к согласию по этому вопросу.
Большинство ученых согласны с тем, что наиболее вероятной датой создания «Сна  Руда» является VIII век. Отрывки его в виде рун были вырезаны на кресте Рутвел (датируется VIII веком или ранее). Предположительно, поэмы, посвященные таким историческим событиям, как битва при Брунанбурге (937) и битва при Мэлдоне (991), были написаны вскоре после этих событий и могут быть датированы довольно точно. В целом, однако, англосаксонская поэзия классифицируется по сохранившимся источникам, а не по конкретным датам. Наиболее важные рукописи конца X — начала XI вв. — манускрипт Кэдмона, Книга Верчелли, Codex Exoniensis и рукопись «Беовульфа». «Беовульф» — единственный героический эпос, который сохранился во всей полноте. Отдельные произведения («Вальдере» и «Финнсбургский фрагмент») существуют в отрывках. Другие жанры включают духовные стихи, элегии, пословицы, загадки.

## Англо-нормандский период и позднее Средневековье
С норманнского завоевания Англии в начале XII века англосаксонской язык в качестве литературного быстро вышел из употребления. Французский стал официальным языком парламента, светского общества и суда. Французский диалект высшего общества стал англо-нормандским языком, а англосаксонский превратился в так называемый среднеанглийский. Хотя англо-нормандскому или латинскому было отдано предпочтение в среде интеллектуальной элиты, английская литература вовсе не вымерла, а продолжала своё развитие. На рубеже XIII века Лайамон написал известного «Брута» на среднеанглийском языке. Другие значимые работы переходного периода включают популярные в народе романсы и песни. Со временем, английский язык восстановил престиж, и в 1362 заменил французский и латынь в парламенте и в судах.
С XIV века создаются ключевые работы английской литературы. К ним относятся произведения «поэта Гавейна» «Жемчужина», «Терпение», «Чистота» и «Гавейн и Зелёный Рыцарь»; «Видения о Петре-пахаре» Ленгленда; «Исповедь влюблённого» Гауэра; произведения Чосера, одного из наиболее известных английских поэтов Средневековья. В XV веке расцветает шотландская поэзия (Яков I, Роберт Генрисон, Уильям Данбар, Гэвин Дуглас).

## Эпоха Возрождения в Англии
Эпоха Возрождения в Англии началась позже, чем в других европейских странах. Принято ограничивать её временными рамками с 1509 года до Реставрации (1660). Ряд факторов подготовили почву для внедрения новых идей задолго до начала Возрождения: множество средневековых поэтов проявляли интерес к Аристотелю и трудам европейских предшественников Ренессанса, в частности, к творчеству Данте. Внедрение книгопечатания Уильямом Кекстоном способствовало быстрой популяризации писателей и мыслителей. Кекстон издавал работы Чосера и Гауэра, что укрепило идею наследования поэтической традиции в связи с европейскими коллегами. Новые идеи и методы также несли в своих трудах английские гуманисты, как Томас Мор и Томас Элиот. Создание англиканской церкви в 1535 году ускорило расширение навязываемого католичеством мировоззрения, которое доминировало в интеллектуальной и художественной жизни. В то же время, длинные морские путешествия, возможные благодаря военно-морской мощи Англии, обеспечивали творцов новой информацией и давали источники вдохновения.
Начало XVI века, за несколькими исключениями, не особенно заметно своим поэтическим творчеством. В 1513 году Дуглас завершил перевод «Энеиды» Вергилия. Поэзию Джона Скелтона можно считать переходной между поздним Средневековьем и Ренессансом. Наиболее значительным английским поэтом этого периода был Томас Уайетт, который одним из первых начал писать сонеты на английском языке.

### Елизаветинцы

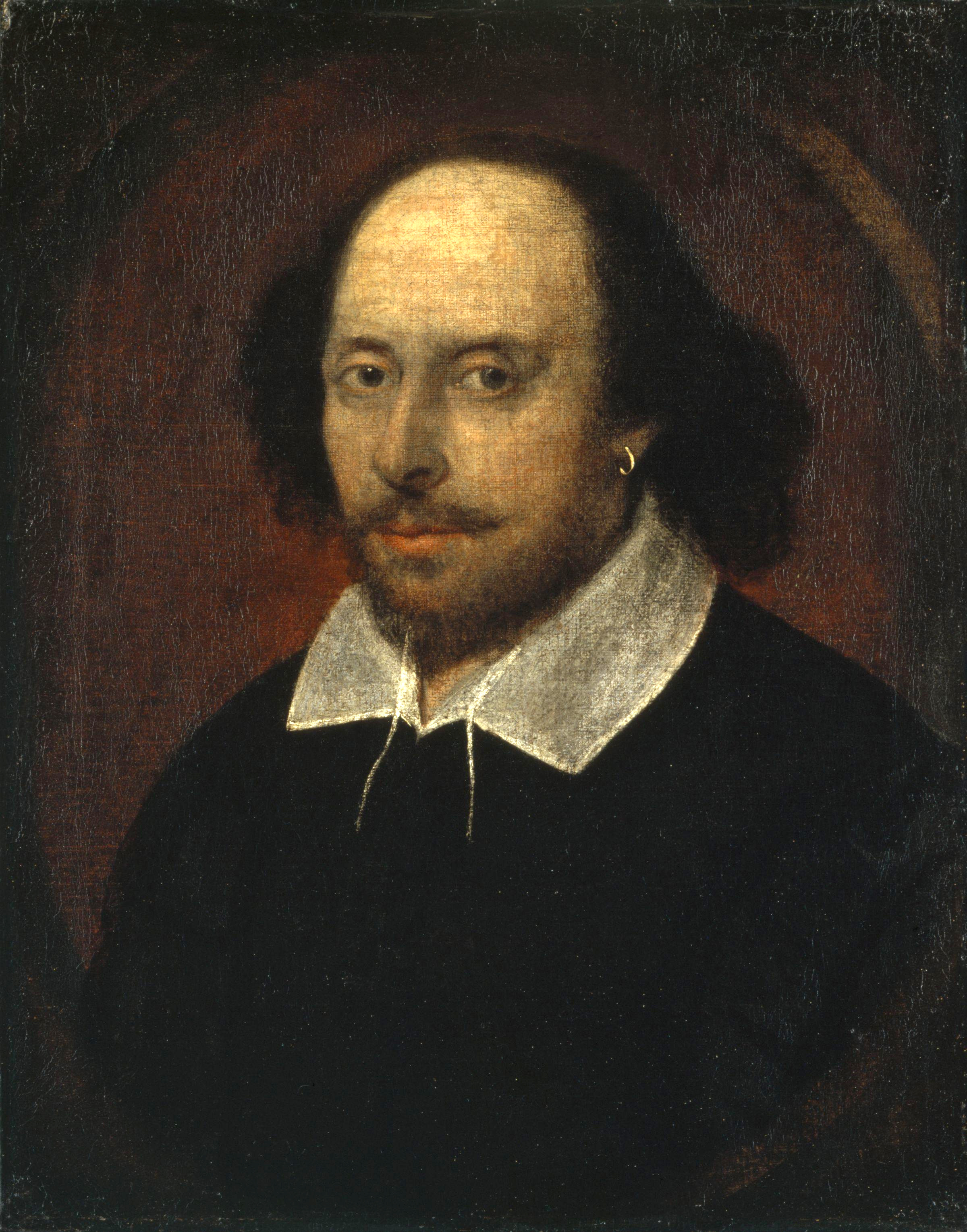
Уильям Шекспир, один из величайших поэтов, писавших на английском языке

- Николас Гримальд[англ.]
- Томас Нэш
- Роберт Саутвелл
- Ричард Тоттел[англ.]
- Уильям Бёрд
- Орландо Гиббонс
- Томас Уилкис
- Томас Морли

## Современные авторы
- Джон Эш